# Duck Sauce
Duck Sauce est un groupe musical américano-canadien formé en 2009 par Armand Van Helden et A-Trak. Basé à New York, le duo produit des pistes disco house destinées aux clubs.

## Historique
Leurs premiers titres sont aNYway et You're Nasty. Leur EP Greatest Hits est paru en septembre 2009. Le titre « aNYway » capitalise « NY » pour témoigner du port d'attache newyorkais du groupe. La chanson est échantillonnée à partir de I Can Do It de Final Edition.
À l'été 2010, Duck Sauce publie une piste intitulée Barbra Streisand, du nom de la célèbre chanteuse.  La piste utilise amplement des échantillons de Gotta Go Home de Boney M, qui est elle-même basée sur la chanson originale Hallo Bimmelbahn du groupe allemand Nighttrain. Barbra Streisand a d'abord été présentée au Miami Winter Music Conference de 2010, et a obtenu un support massif des DJs et des stations de radio au Royaume-Uni et en Irlande, en Allemagne, Afrique du Sud, Australie, Autriche, Canada, France, Finlande, Roumanie, Nouvelle-Zélande, Pologne (Polskie Radio 4), et au Sri Lanka.  En Australie, Barbra Streisand a d'abord été entendu à la radio Triple J alors qu'en Nouvelle-Zélande elle a fait ses débuts à Auckland sur 95bFM, une station de radio étudiante.  La chanson a également été adoptée par de nombreuses stations de radio commerciale et a gagné en popularité.  Elle atteint le numéro 1 sur l'ARIA Club Chart le 12 septembre 2010. Au palmarès du Billboard magazine du 18 décembre 2010, la chanson atteint la position # 1 sur le palmarès Dance/Club Play Songs,.

## Discographie

### Albums studio
| Année | Album |
| ----- | --- |
| 2014  | Quack - Date de sortie : 14 avril 2014 - Label: Fool's Gold Records - Formats: CD, téléchargement, 12" vinyle |

### Extended Plays
| Année | Album                                                                                            |
| ----- | ------------------------------------------------------------------------------------------------ |
| 2010  | Greatest Hits - Date de sortie : 25 juin 2010 - Label: Fool's Gold Records - Formats: 12" vinyle |

### Singles
| 2009                                                                    | aNYway           | —  | —  | — | 26 | 38 | — | 49 | —  | 22 | Quack |
| 2010                                                                    | Barbra Streisand | 89 | 9  | 1 | 1  | 3  | 2 | 1  | 11 | 3  | Quack |
| 2011                                                                    | Big Bad Wolf     | —  | 71 | — | 16 | 69 | — | —  | —  | 79 | Quack |
| 2013                                                                    | It's You         | —  | —  | — | 94 | 32 | — | —  | —  | —  | Quack |
| 2013                                                                    | Radio Stereo     | —  | —  | — | —  | —  | — | —  | —  | —  | Quack |
| 2014                                                                    | NRG              | —  | —  | — | —  | —  | — | —  | —  | —  | Quack |
| "—" signifie que la chanson ne s'est pas classée ou sortie dans le pays |                  |    |    |   |    |    |   |    |    |    |       |

## Reprises
- La chanson Barbra Streisand a été utilisée pour la publicité du Samsung Wave 723 et pour la chaîne de restaurants McDonald's.